# Akkans kapell
Akkans kapell är ett kapell som ligger i byn Akkan (umesamiska Áhkká, sydsamiska Aahka) i Storumans kommun. Det är beläget i Stensele församling i Luleå stift.

## Kyrkobyggnaden
Träkapellet uppfördes 1954 efter ritningar av Hjalmar Gustafsson.
Kapellet har ett plåttäckt sadeltak och ytterväggar klädda med ljusgul träpanel. Väggarna genombryts av rektangulära fönster.
Kyrkorummet har väggar och tak klädda med ljusgröna masonitskivor. Golvet är belagt med trä.

## Inventarier
- Altartavlan är målad av Albert Grubbström, Forsmark och fanns tidigare i Umnäs kyrka. Motivet är "Jag beder för dem, som Du givit mig" (Johannes 17:9).
- Ett Harmonium.